# A Gaelic Dreamsong
A Gaelic Dreamsong is een compositie van John Foulds.
Foulds schreef een instrumentaal lied en gaf dat ook in de partituur aan. Hij vermeldde “refrains” (refrein) bij elk van de drie secties waarin dit werk uiteenvalt. Foulds werd voornamelijk bekend vanwege het voorschijven van niet-westers klinkende akkoorden en melodieën. Hij greep daarbij soms terug op Indiase en Chinese muziek. Echter zijn bekendste werk Keltic Lament verwijst naar Ierland en Schotland. Dit gold dan ook voor A Gaelic Dreamsong. Opvallend aan het werk zijn de vioolsolist tegenover de pizzicatobegeleiding van andere strijkers en bij de Ierse/Schotse muziek haast verplichte harp.   
Het werk werd destijds uitgegeven door de muziekuitgeverij Boosey & Hawkes.
Orkestratie:
- 2 dwarsfluiten, 2 hobo’s, 2 klarinetten, 2 fagotten
- 2 hoorns, 1 trompet, 3 trombones
- triangel, harp
- violen, altviolen, celli, contrabassen